# Campionat de Catalunya de futbol 1933-1934
La temporada 1933-34 del Campionat de Catalunya de futbol fou la trenta-cinquena edició de la competició. Fou disputada la temporada 1933-34 pels principals clubs de futbol de Catalunya.

## Primera Categoria

### Classificació final
Font:

| Pos | Equip              | PJ | PG | PE | PP | GF | GC | DG  | Pts | Classificació |
| --- | ------------------ | -- | -- | -- | -- | -- | -- | --- | --- | ------------- |
| 1   | CE Sabadell (C)    | 14 | 11 | 1  | 2  | 34 | 19 | +15 | 23  | Campió        |
| 2   | CE Espanyol        | 14 | 9  | 2  | 3  | 40 | 22 | +18 | 20  |               |
| 3   | FC Barcelona       | 14 | 9  | 2  | 3  | 36 | 19 | +17 | 20  |               |
| 4   | CE Júpiter         | 14 | 7  | 1  | 6  | 29 | 23 | +6  | 15  |               |
| 5   | Girona FC          | 14 | 4  | 3  | 7  | 16 | 22 | −6  | 11  |               |
| 6   | Granollers SC (R)  | 14 | 4  | 2  | 8  | 22 | 38 | −16 | 10  | Promoció      |
| 7   | FC Palafrugell (R) | 14 | 2  | 4  | 8  | 13 | 32 | −19 | 8   | Promoció      |
| 8   | FC Badalona (O)    | 14 | 2  | 1  | 11 | 15 | 30 | −15 | 5   | Promoció      |

El Centre d'Esports Sabadell es proclamà campió de Catalunya contra pronòstic. Al final de la temporada la categoria es reduí de vuit a sis equips. Per tant, els tres darrers de la classificació (Granollers SC, FC Palafrugell i FC Badalona) disputaren la promoció de descens amb els millors de segona, per només una plaça a la màxima categoria la següent temporada.

### Resultats finals
- Campió de Catalunya: CE Sabadell FC
- Classificats per Campionat d'Espanya: CE Sabadell FC, CE Espanyol i FC Barcelona
- Descensos: Granollers SC i FC Palafrugell
- Ascensos: Cap

## Segona Categoria
La Segona Categoria Preferent la disputaren 16 equips dividits en dos grups de vuit.
Grup A
| Pos | Equip              | PJ | PG | PE | PP | GF | GC | DG  | Pts | Classificació  |
| --- | ------------------ | -- | -- | -- | -- | -- | -- | --- | --- | -------------- |
| 1   | UE Sants           | 14 | 10 | 2  | 2  | 43 | 15 | +28 | 22  | Fase pel títol |
| 2   | UE Sant Andreu     | 14 | 7  | 3  | 4  | 26 | 21 | +5  | 17  | Fase pel títol |
| 3   | FC Martinenc       | 14 | 6  | 3  | 5  | 28 | 27 | +1  | 15  | Fase pel títol |
| 4   | FC Santboià        | 14 | 6  | 3  | 5  | 29 | 28 | +1  | 15  |                |
| 5   | UE Poble Nou       | 14 | 4  | 5  | 5  | 14 | 21 | −7  | 13  |                |
| 6   | Reus Deportiu      | 14 | 4  | 3  | 7  | 13 | 27 | −14 | 11  |                |
| 7   | UA Horta           | 14 | 4  | 2  | 8  | 19 | 25 | −6  | 10  |                |
| 8   | Club Gimnàstic (R) | 14 | 3  | 3  | 8  | 18 | 26 | −8  | 9   | Descens        |

Grup B
| Pos | Equip               | PJ | PG | PE | PP | GF | GC | DG  | Pts | Classificació  |
| --- | ------------------- | -- | -- | -- | -- | -- | -- | --- | --- | -------------- |
| 1   | Terrassa FC         | 13 | 11 | 1  | 1  | 32 | 5  | +27 | 23  | Fase pel títol |
| 2   | Iluro SC            | 13 | 7  | 4  | 2  | 30 | 14 | +16 | 18  | Fase pel títol |
| 3   | CE Manresa          | 13 | 7  | 2  | 4  | 22 | 17 | +5  | 16  | Fase pel títol |
| 4   | Sant Cugat Sport FC | 13 | 5  | 2  | 6  | 27 | 29 | −2  | 11  | (-1)           |
| 5   | FC Ripollet (R)     | 9  | 5  | 0  | 4  | 18 | 11 | +7  | 10  | Descens (Nota) |
| 6   | Tàrrega SC          | 13 | 3  | 3  | 7  | 15 | 33 | −18 | 9   |                |
| 7   | Mollet SC           | 12 | 2  | 1  | 9  | 12 | 27 | −15 | 5   |                |
| 8   | FC Vilafranca (R)   | 10 | 1  | 1  | 8  | 6  | 26 | −20 | 3   | Descens (Nota) |

Els tres primers de cada grup, UE Sants, UE Sant Andreu i FC Martinenc al grup A i FC Terrassa, Iluro SC i CE Manresa al B, es classificaren per la ronda final. Al grup B, Ripollet i Vilafranca es retiraren de la competició.

| Pos | Equip          | PJ | PG | PE | PP | GF | GC | DG  | Pts | Classificació   |
| --- | -------------- | -- | -- | -- | -- | -- | -- | --- | --- | --------------- |
| 1   | UE Sants (C)   | 10 | 6  | 2  | 2  | 19 | 14 | +5  | 14  | Campió          |
| 2   | FC Martinenc   | 10 | 5  | 3  | 2  | 14 | 9  | +5  | 13  | Promoció ascens |
| 3   | Terrassa FC    | 10 | 5  | 2  | 3  | 22 | 9  | +13 | 12  | Promoció ascens |
| 4   | CE Manresa     | 10 | 4  | 1  | 5  | 16 | 17 | −1  | 9   |                 |
| 5   | Iluro SC       | 10 | 4  | 0  | 6  | 17 | 20 | −3  | 8   |                 |
| 6   | UE Sant Andreu | 10 | 1  | 2  | 7  | 11 | 30 | −19 | 4   |                 |

La Unió Esportiva de Sants es proclamà campiona de Segona Categoria Preferent. Juntament amb el FC Martinenc i el FC Terrassa es classificà per a la lligueta de promoció amb els tres darrers classificats de Primera, Granollers SC, FC Palafrugell i FC Badalona.

| Pos | Equip           | PJ | PG | PE | PP | GF | GC | DG  | Pts | Classificació |
| --- | --------------- | -- | -- | -- | -- | -- | -- | --- | --- | ------------- |
| 1   | FC Badalona (O) | 10 | 6  | 2  | 2  | 28 | 15 | +13 | 14  | Roman a 1a    |
| 2   | Terrassa FC     | 10 | 5  | 3  | 2  | 29 | 16 | +13 | 13  |               |
| 3   | Granollers SC   | 10 | 6  | 1  | 3  | 28 | 18 | +10 | 13  | Baixa a 2a    |
| 4   | UE Sants        | 10 | 5  | 0  | 5  | 19 | 28 | −9  | 10  |               |
| 5   | FC Martinenc    | 10 | 2  | 1  | 7  | 15 | 25 | −10 | 5   |               |
| 6   | FC Palafrugell  | 10 | 2  | 1  | 7  | 15 | 32 | −17 | 5   | Baixa a 2a    |

El FC Badalona assolí la plaça en joc per la Primera Categoria a la següent temporada.

## Tercera Categoria
La tercera categoria del futbol català estigué formada, com la temporada anterior, per un costat, pel campionat de Segona Categoria Ordinària, i, per l'altre, pels diversos campionats amateurs.
A la Segona Categoria Ordinària:
| Pos | Equip         | PJ | Pts |
| --- | ------------- | -- | --- |
| 1   | CD Noia       | 14 | 26  |
| 2   | FC Vicentí    | 14 | 25  |
| 3   | CD Gavà       | 14 | 22  |
| 4   | CD Olesa      | 14 | 21  |
| 5   | FC Viladecans | 14 | 16  |
| 6   | CD Martorell  | 14 | 11  |
| 7   | CE de Gràcia  | 14 | 8   |
| 8   | FC Güell      | 0  | 0   |
| 9   | CE Badaloní   | 0  | 0   |

| Pos | Equip              | PJ | Pts |
| --- | ------------------ | -- | --- |
| 1   | Casal dels Esports | 8  | 10  |
| 2   | Calella SC         | 8  | 10  |
| 3   | Palamós SC         | 8  | 9   |
| 4   | US Figueres        | 8  | 8   |
| 5   | CD Farners         | 8  | 3   |

| Pos | Equip                 | PJ | Pts |
| --- | --------------------- | -- | --- |
| 1   | CE Joventut de Lleida | 8  | 11  |
| 2   | CD Català Cervera     | 8  | 10  |
| 3   | CE Sallent            | 8  | 9   |
| 4   | CE Súria              | 8  | 8   |
| 5   | FC Linyola            | 8  | 4   |

Els dos primers de cada grup, CD Noia, FC Vicentí, Casal dels Esports, Calella SC, CE Joventut de Lleida i CD Català de Cervera, disputaren la fase final pel campionat de Catalunya de la categoria. El Calella SC es proclamà campió de Catalunya de Segona Categoria Ordinària en derrotar el CD Noia per 5 a 0. La classificació final fou: Calella SC, CD Noia, CD Català de Cervera, 
Casal dels Esports, FC Vicentí i CE Joventut de Lleida.
Pel que fa al Campionat de Catalunya Amateur va estar compost de molts grups:
- Grup A (Costa): FC Popular d'Arenys, SC Lloret, FC Tordera, Arenys de Munt, UE Blanes, UE Mataronina, CE Malgrat, UE d'Arenys (de Mar).
- Grup B (Osona): Ripoll EC, AEC Manlleu, Genisenc de Taradell, Marià Ausà de Vic, Vic FC, US Rodenca, FC El Bosch, Voltregà, US Samperenca, Torelló FC.
- Grup C (Barcelona): CE Europa, US Atlètic Fortpienc, US de Gràcia, Barcelona, Ràpits Ferroviària, Centre Obrer Aragonès.
- Grup D (Barcelona): Barcelona, Catalunya SC, Casal Barcelonista, UE Poble Sec, Atlètic Club del Turó, Cros FC.
- Grup E (Barcelona): UA Collblanc, CD Garcia, CD Tranvías, CS Torrassenc, CD Florida, Casa Santiveri FC.
- Grup F: AS Castellar, US Premià, FC Cardedeu, CD Masnou, US Colomenca, Santa Perpètua, La Llagosta, FC Argentona.
- Grup G (Llobregat): UE Cornellà, CE Santjoanenc, Joventut, CD Prat, FC Sanfeliuenc, Foment de Molins de Rei, US Rubí, Hospitalet.
- Grup H: CD Margarit, CE Júpiter, CD Ràpits, FC Martinenc, CD Americà, CD Nacional.
- Grup I: Batlló, Germanor, CADCI, AS Sant Antoni, Barcelona B, Barceloneta FC, CD Mediterrà, Les Corts.
- Grup J: CE Puigreig, FC Monistrol, FC Sant Vicenç, Navàs FC, FC Balsareny, CE Esparreguera.
- Grup Tortosa: Dertusa FC, US Rapitenca, CE Ulldecona, CD Sports Lira Roquetenc, Gandesa.
- Grup Tarragona: FC Tarragona, Sempre Avant Valls, FC Vendrell, Catalunya, Igualada, CD Móra d'Ebre, Athletic.
- Grup Girona: CD Cassà, FC Banyoles, Portbou FC, Anglès, Roses, Olot, Bescanó, Torroella, Girona B, Figueres B. El FC Banyoles fou campió.[22]

Al campionat de Tarragona amateur es proclamà campió la US Rapitenca en derrotar el Dertusa FC per 3 a 1. A la fase final del campionat de Catalunya amateur arribaren els clubs US Colomenca, Vic FC, UE Poble Sec, CD Garcia, US Rapitenca, AEC Manlleu, FC Banyoles, Casa Santiveri FC, CE Europa i UE d'Arenys. El CE Europa es proclamà campió de Catalunya amateur en derrotar el FC Banyoles per 5 a 1 a la final.
Al final de la temporada es disputà la promoció a la segona categoria amb la participació dels següents clubs: Gimnàstic de Tarragona, FC Ripollet i FC Vilafranca (que es retirà) de segona preferent, CD Noia i Calella SC de segona ordinària, i CE Europa, FC Banyoles i UE d'Arenys de la lliga amateur. Europa, Calella i Noia assoliren l'ascens de categoria, ocupant les places de Gimnàstic, Ripollet i Vilafranca.